# Суакри, Салима
Салима Суакри (араб. سليمة سواكري‎; род. 6 декабря 1974, Belouizdad) — алжирская дзюдоистка, представительница полулёгкой и суперлёгкой весовых категорий. Выступала за национальную сборную Алжира по дзюдо в период 1991—2006 годов, многократная чемпионка Африки, чемпионка Всеафриканских игр, чемпионка Средиземноморских игр, победительница многих турниров международного значения, участница четырёх летних Олимпийских игр.

## Биография
Салима Суакри родилась 6 декабря 1974 года в Алжире.
Дебютировала на взрослом международном уровне в сезоне 1991 года, когда вошла в основной состав алжирской национальной сборной и выступила в суперлёгком весе на чемпионате мира в Барселоне.
Благодаря череде удачных выступлений удостоилась права защищать честь страны на летних Олимпийских играх 1992 года в Барселоне, в категории до 48 кг выиграла три поединка и два поединка проиграла, в частности в поединке за третье место уступила кубинке Амарилис Савон.
В 1995 году выиграла бронзовую медаль на Кубке мира в Праге, боролась на мировом первенстве в Тибе.
В 1996 году одержала победу на чемпионате Африки в ЮАР и благополучно прошла отбор на Олимпийские игры в Атланте — здесь вновь была близка к призовым позициям, но проиграла схватку за третье место испанке Йоланде Солер.
В 1997 году была лучшей на африканском первенстве в Касабланке, выиграла серебряную медаль на Средиземноморских играх в Бари, приняла участие в чемпионате мира в Париже.
На Всеафриканских играх 1999 года в Йоханнесбурге в полулёгком весе одолела всех соперниц по турнирной сетке и завоевала тем самым золотую медаль. Заняла пятое место на мировом первенстве в Бирмингеме, уступив поединок за бронзу француженке Мари-Клер Ресту.
В 2000 году победила на домашнем чемпионате Африки в Алжире, затем отправилась представлять страну на Олимпийских играх в Сиднее — на сей раз выступала в категории до 52 кг, три поединка выиграла и два проиграла.
На чемпионате мира 2001 года в Мюнхене стала пятой. Помимо этого, одержала победу на чемпионате Африки в Триполи, на этапе Кубка мира в Леондинге и на Средиземноморских играх в Тунисе.
В 2002 году отметилась победой на Суперкубке мира в Париже.
В 2003 году попала в число призёров на нескольких международных турнирах и на отдельных этапах Суперкубка мира, выступила на мировом первенстве в Осаке.
На африканском первенстве 2004 года вновь была лучшей в полулёгком весе, тогда как на Олимпийских играх в Афинах в очередной раз приблизилась к бронзовой медали, уступив поединок за третье место своей давней сопернице Амарилис Савон.
После афинской Олимпиады Суакри ещё в течение некоторого времени оставалась в составе дзюдоистской команды Алжира и продолжала принимать участие в крупнейших международных соревнований. Так, в 2005 году она отметилась выступлением на Суперкубке мира в Париже, в то время как в 2006 году добавила в послужной список золотые медали, полученные на международном турнире в Тунисе и на чемпионате Африки в Маврикии.
Завершив свою длительную спортивную карьеру, впоследствии Салима Суакри проявила себя как посол Организации Объединённых Наций.